# Сереп, Анатолий Трофимович
Анатолий Трофимович Сереп (1920 – 2003) — чувашский писатель и поэт.

## Биография
Сереп родился в 1920 году в селе Большие Токташи Аликовского района Чувашской Республики.
Он получил образование в Калинино (современный Ташир) и изучал педагогику. Выпускник Калининского педагогического училища, Чувашского государственного педагогического института. Работал школьным учителем в деревне Варманкассы Шумерлинского района.
В 1990 году Сереп стал членом Союза писателей Чувашской Республики.
Умер в 2003 году в Чебоксарах.

## Известные работы
- "Уйӑх юрри"
- "Асамат"
- "Аттесем ҫук чухне"